# Nomorhamphus towoetii
Nomorhamphus towoetii är en fiskart som beskrevs av Ladiges 1972. Nomorhamphus towoetii ingår i släktet Nomorhamphus och familjen Hemiramphidae. IUCN kategoriserar arten globalt som starkt hotad. Inga underarter finns listade i Catalogue of Life.